# Клоостриметса
Кло́остриметса (эст. Kloostrimetsa — «Монастырский лес») — микрорайон в районе Пирита города Таллина, столицы Эстонии. 

## География

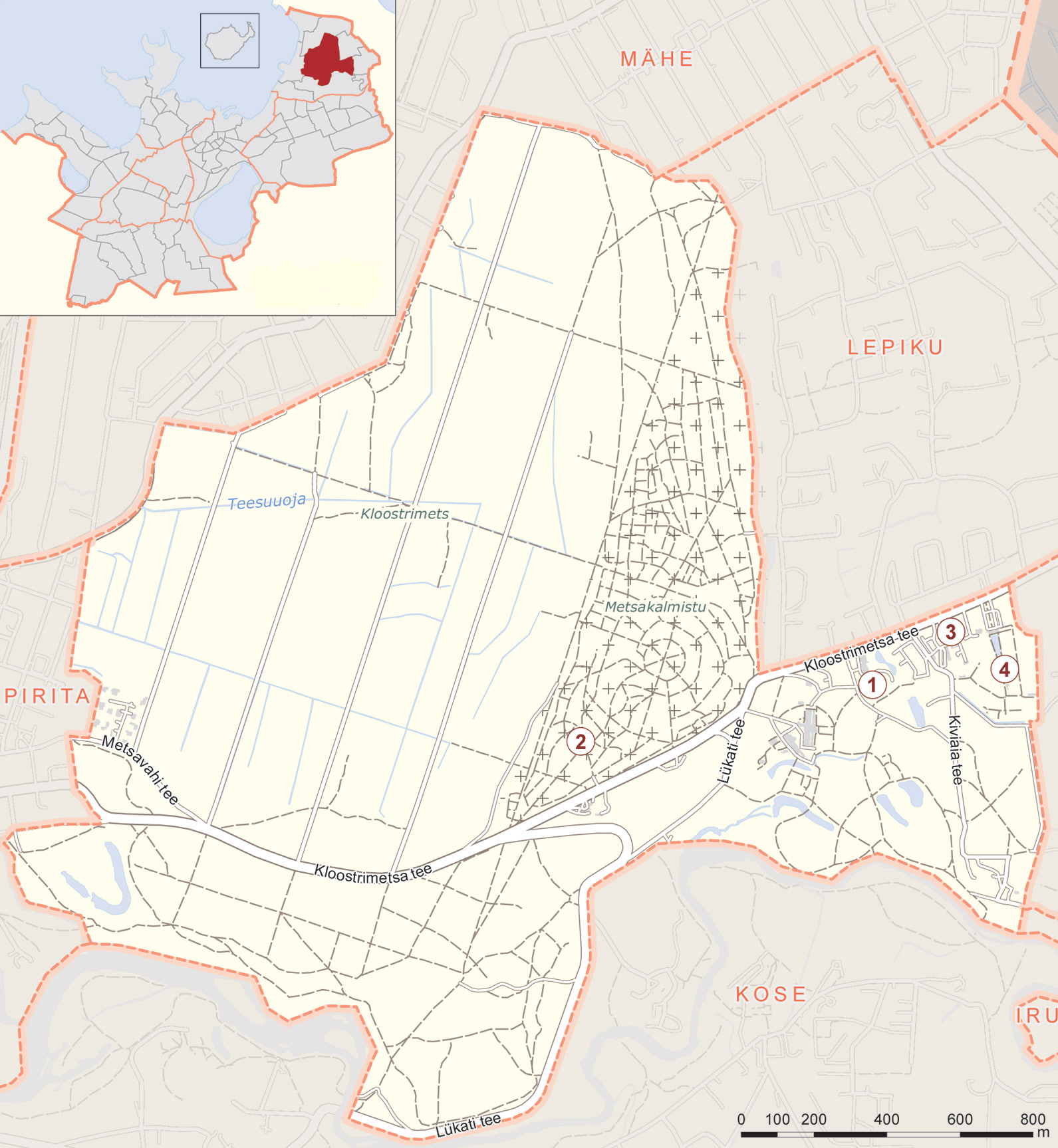
Карта микрорайона Клоостриметса

Расположен в восточной части Таллина. Граничит с микрорайонами Козе, Лайакюла, Лепику, Мяхе и Пирита. Площадь — 4,05 км². Плотность населения на 1 января 2023 года — 24,2 чел/км².

## Улицы
В микрорайоне Клоостриметса проходят улицы Кивиайа, Клоостриметса, Люкати, Метсавахи, Сомпа.

## Население
| Численность населения микрорайона Клоостриметса на 1 января по данным Регистра народонаселения | Численность населения микрорайона Клоостриметса на 1 января по данным Регистра народонаселения | Численность населения микрорайона Клоостриметса на 1 января по данным Регистра народонаселения | Численность населения микрорайона Клоостриметса на 1 января по данным Регистра народонаселения | Численность населения микрорайона Клоостриметса на 1 января по данным Регистра народонаселения | Численность населения микрорайона Клоостриметса на 1 января по данным Регистра народонаселения | Численность населения микрорайона Клоостриметса на 1 января по данным Регистра народонаселения | Численность населения микрорайона Клоостриметса на 1 января по данным Регистра народонаселения |
| 2008                                                                                           | 2010                                                                                           | 2011                                                                                           | 2012                                                                                           | 2013                                                                                           | 2014                                                                                           | 2015                                                                                           | 2016                                                                                           |
| ---------------------------------------------------------------------------------------------- | ---------------------------------------------------------------------------------------------- | ---------------------------------------------------------------------------------------------- | ---------------------------------------------------------------------------------------------- | ---------------------------------------------------------------------------------------------- | ---------------------------------------------------------------------------------------------- | ---------------------------------------------------------------------------------------------- | ---------------------------------------------------------------------------------------------- |
| 82                                                                                             | ↘81                                                                                            | ↘79                                                                                            | ↗81                                                                                            | ↘79                                                                                            | ↗80                                                                                            | ↗84                                                                                            | ↘83                                                                                            |
| 2017                                                                                           | 2018                                                                                           | 2019                                                                                           | 2020                                                                                           | 2021                                                                                           | 2022                                                                                           | 2023                                                                                           |                                                                                                |
| ↘76                                                                                            | ↗80                                                                                            | ↘78                                                                                            | ↗82                                                                                            | ↘79                                                                                            | ↗84                                                                                            | ↗98                                                                                            |                                                                                                |

## История
Своё название микрорайон получил от того, что его большую часть покрывает парковый лес, который начинается от монастыря Святой Бригитты. В состав Таллина территория Клоостриметса вошла в 1945 году.

## Основные объекты
На территории Клоостриметса расположены лесопарк Клоостриметс, Таллинская телебашня, часть  ботанического сада и кладбище Метсакальмисту, на котором захоронены крупнейшие деятели Эстонии в области науки, культуры и политики.

## Общественный транспорт
До Таллинской телебашни можно доехать из подземного автобусного терминала торгового центра «Viru Keskus» в центре города на автобусах маршрутов № 34А и 38, из района Ласнамяэ — на автобусе № 49.

## Галерея

Микрорайон Клоостриметса
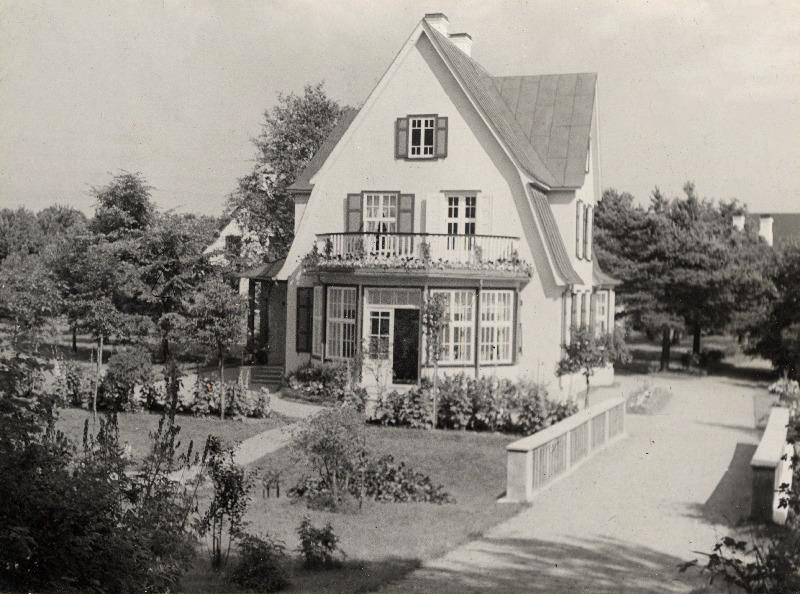
Дом Константина Пятса в Клоостриместа, 1930–1940-е годы
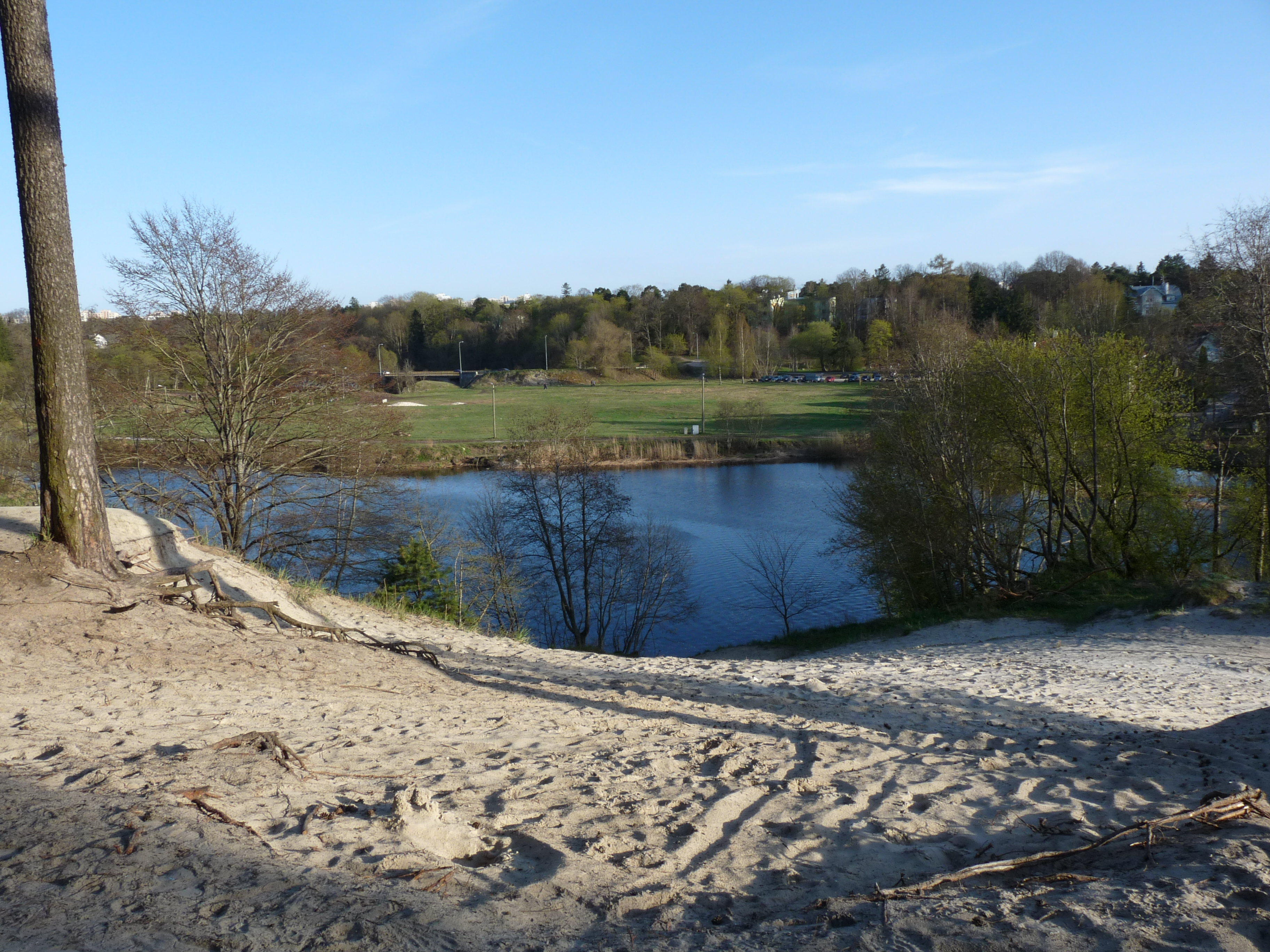
Вид на реку Пирита из Клоостриметса
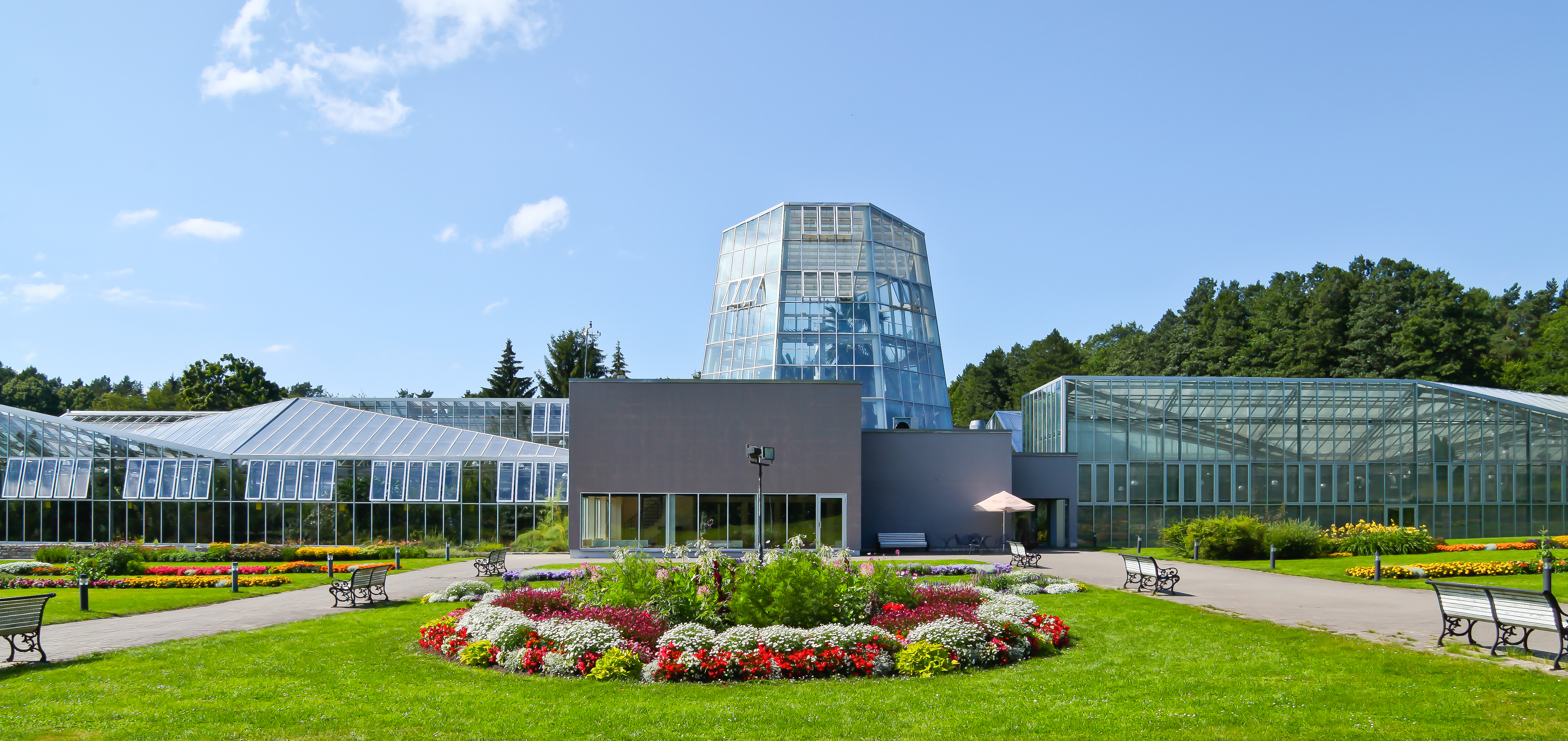
Главное здание Таллинского ботанического сада
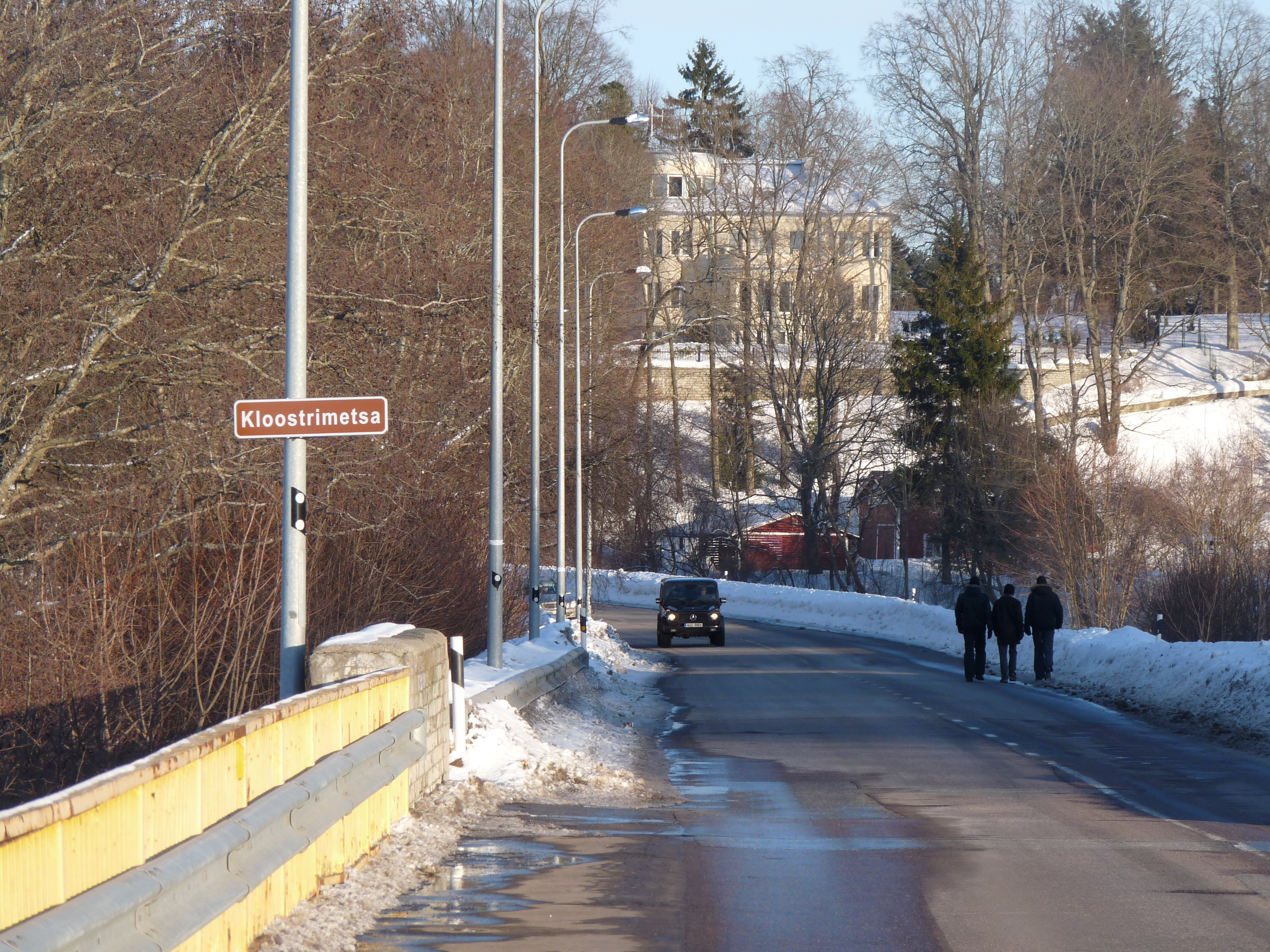
Улица Люкати
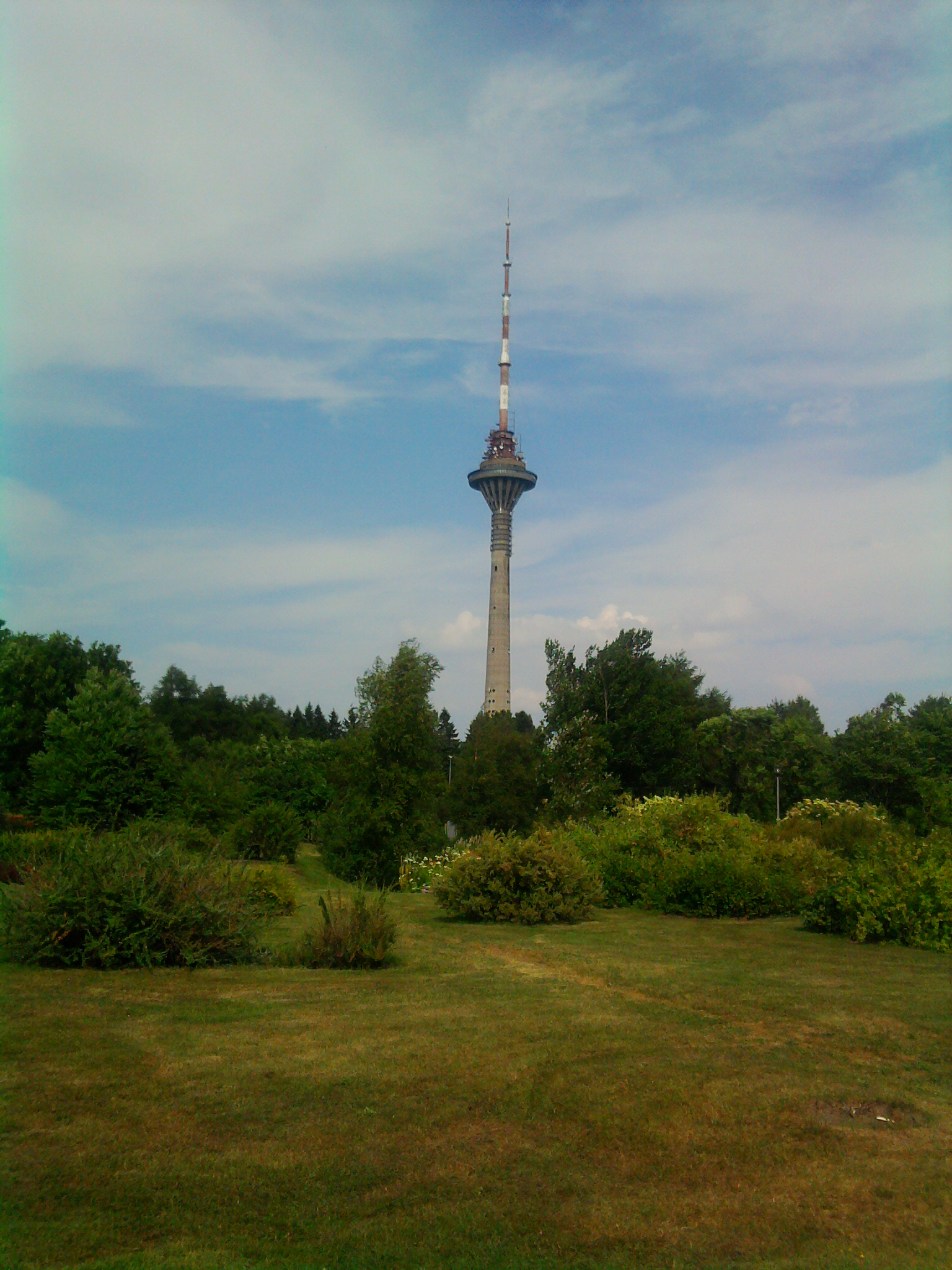
Телебашня
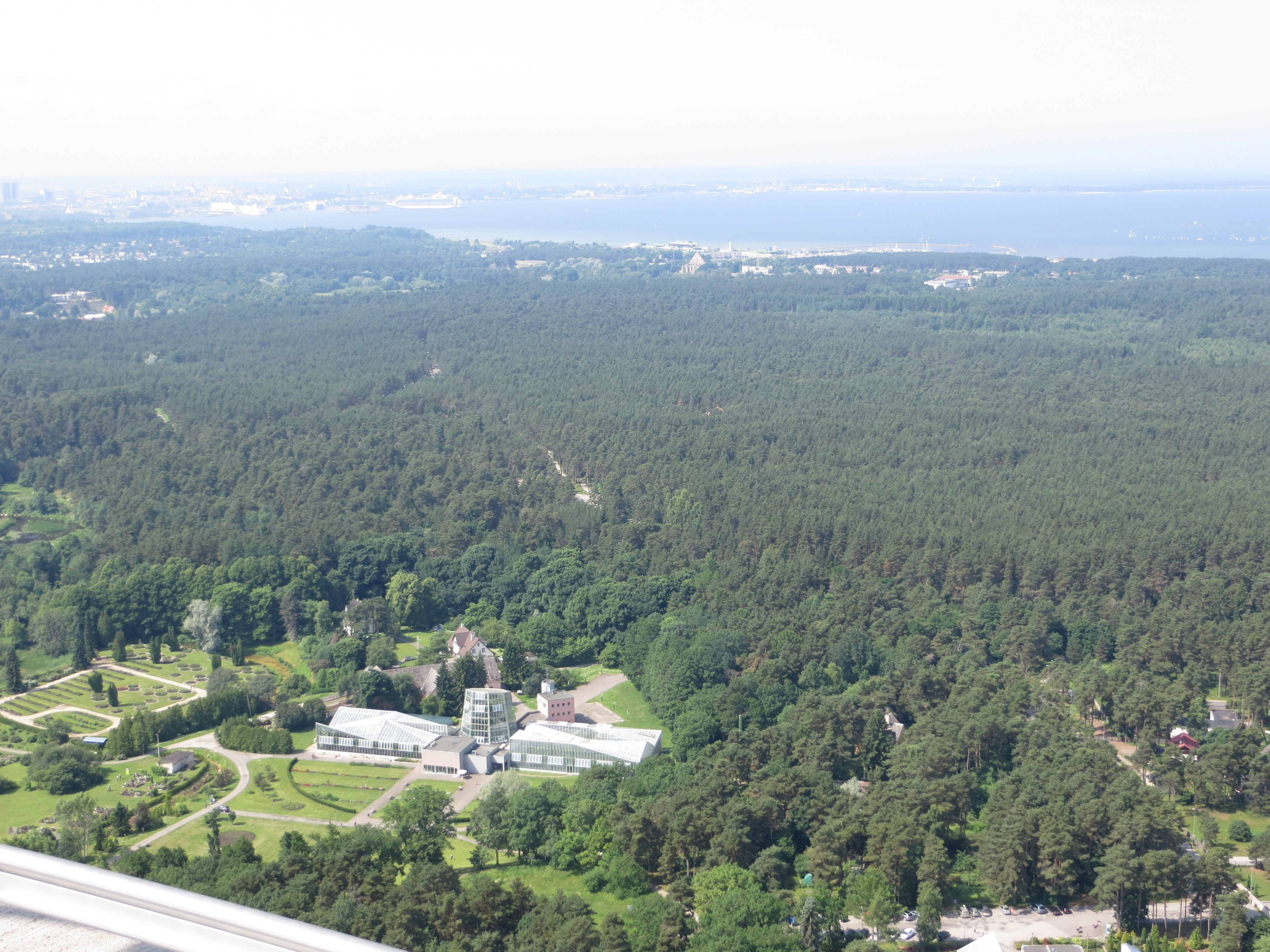
Вид на лесопарк Клоостриметса из телебашни
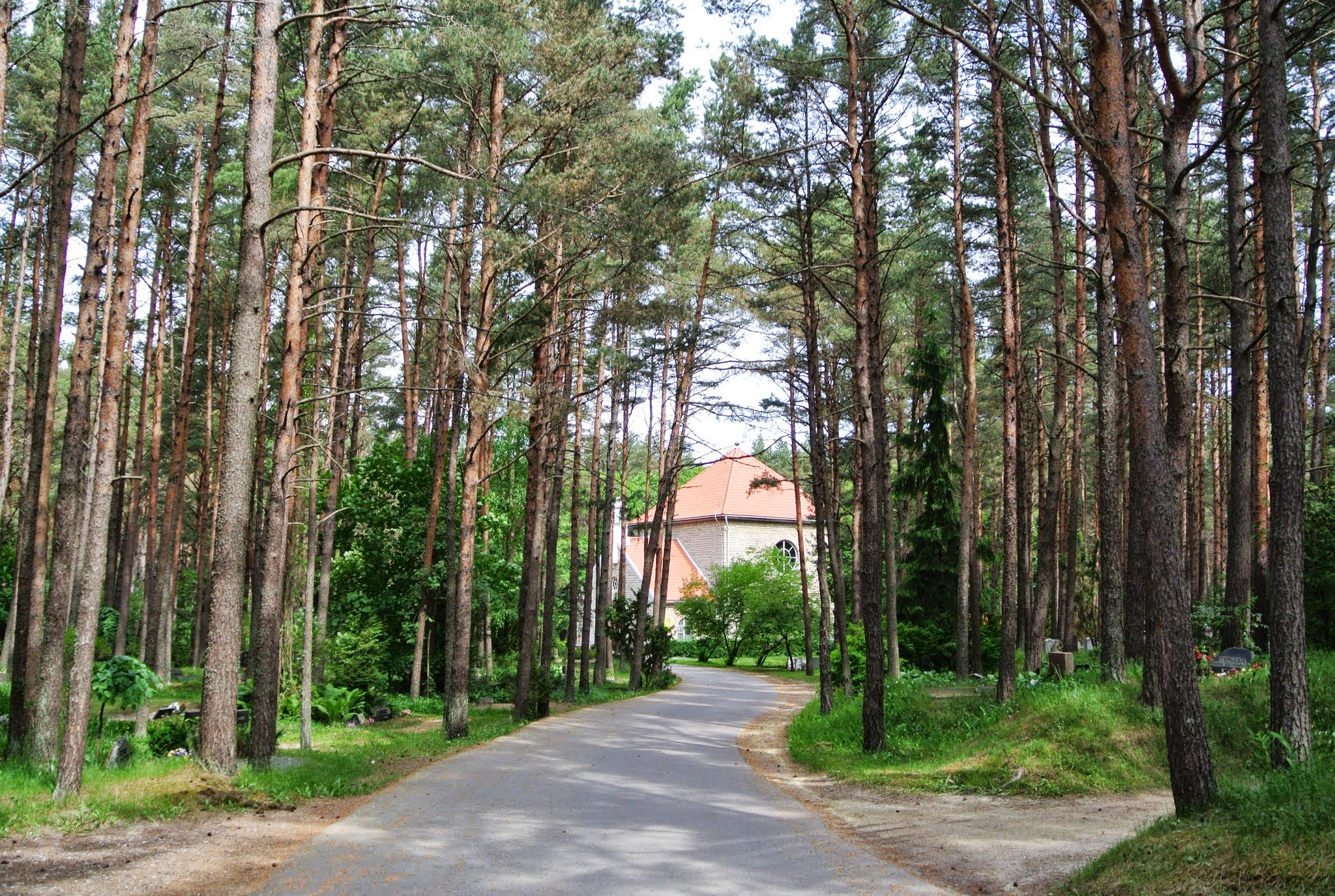
Кладбище Метсакальмисту
Часовня кладбища Метсакальмисту